# قائمة قلاع إيران
القلاع في إيران تُعتبَر القلاع نوع من الأبنية المحصنة والتي كانت تُبنى في أوروبا والشرق الأوسط خلال العصور الوسطى من قبل طبقة النبلاء. نجدها دائماً في أماكن هامة مما يجعلها شاهدة على التأريخ، فنجدها خاضت المعارك، وحيكت حولها الأساطير. وأصبحت على مدى السنوات مصدر فخر وإلهام لشعوبها.

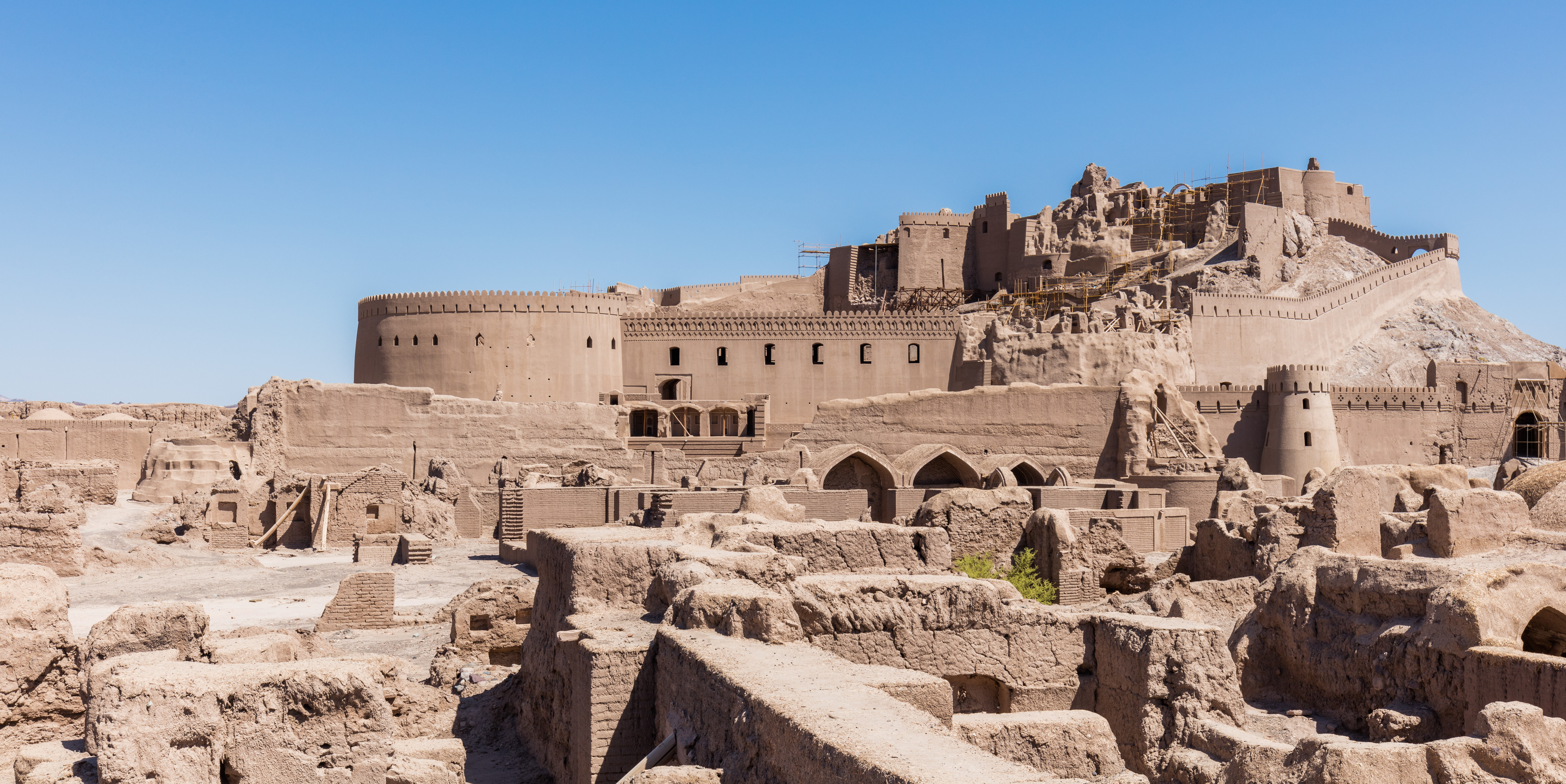
قلعة بم

## أهم القلاع في جمهورية إيران
قلعة أوشيدا: هي أحد أكثر القلاع غموضاً في إيران وتُعتبَر قلعة أوشيدا دليلاً ملموساً على تبلور العبقرية الإيرانية قبل ألفين و 264 عام، حيث تحاك حولها العديد من الروايات، منها الإدعاء بوجود قبر «رستم دستان» (أحد أبطال الشاهنامة) في أعلى الجبل وذلك بسبب وجود العديد من آثار قبور الأسرة الإشكانية (البارثيون) 247 ق.م في المحيط الخارجي للقلعة كانت قلعة أوشيدا بهجة وحيدة في تلك الأيام للإيرانيين القدماء، وحيكت حول القلعة قصص إسطورية كثيرة حيث صوَّر الفردوسي وقوع أحد حروب «رستم» الملحمية في قمة الجبل وذلك في تحفته الأدبية «شاهنامة» قبل ألف عام.  ولقلعة أوشيدا القديمة أو كما يقول السكان المحليون «جبل خواجة» قيمة كبيرة عند مختلف الأديان لذلك لا يستطيع المعماريون أو علماء الآثار تحمل مخاطر المساس بها للتوصل إلى اكتشافات جديدة ومن  الأساطير الكثيرة عن هذه القلعة خروج ثلاثة أشخاص من هذه القلعة ليبشروا بظهور المسيح عليه السلام، ويقال أن هذه القلعة مكان ولادة «زرادشت» (مؤسس الديانة الزرادشتية) وبسبب الغموض الذي يحيط بتأريخ هذه القلعة يعطيها  اليهود كثيراً من القيمة والأهمية أيضاً. ويشاع أيضاً أن القائد «رستم سورن بهلو» (عاش في الفترة بين 52-82 بعد الميلاد) ابن «آرش وماسيس» والقائد العسكري في عهد الأشكانيون كان يسكن في هذه القلعة، وعلى الرغم من قصر الفترة التي عاشها كان يتمتع بشهرة واسعة بين الناس في تلك الفترة، كما كان يضرب في شجاعته الأمثال، حيث اعتَبرَ «فلوطرخس» أحد أشهر المؤرخين اليونان، سورنا أقوى شخصية فارسية في زمانه.
قلعة رودخان: هي من أكبر القلاع العسكرية التأريخية القديمة في إيران، حيث يعود قِدمُها إلى فترة العصور الوسطى وتم بنائها خلال حقبة الحكم الساساني وتمت إعادة بناء القلعة في أيام السلاجقة وكانت على مدى عصور وأدوار تأريخية معقلاً لحكام وأمراء غيلان. تبلغ مساحة القلعة 50 ألف متر مربع، كما وأن ارتفاعها عن سطح البحر يتراوح ما بين 655 إلى 715 متراً، كما وتحتوي القلعة على 65 برجاً وتحصيناً وكذلك السور المنيع المحيط بها والبالغ  طوله 1550 متراً ممتد على طول الجبل ويمر من مناطقه المرتفعة والمتعرجة ويناغم الطبيعة الحاكمة فيه. تم استعمال الصخور في بناء القلعة وفي الأجزاء المعرضة لتأثيرات الطبيعة تم استعمال الصخور مع مادة الساروج، كما وإن الأبراج والغرف تم استخدام الحجر والساروج في بنائها. أن ارتفاع الجدران فيه مختلف ويترواح بين 3 إلى 10 أمتار وكذلك سماكته تختلف باختلاف مناطق عبوره.

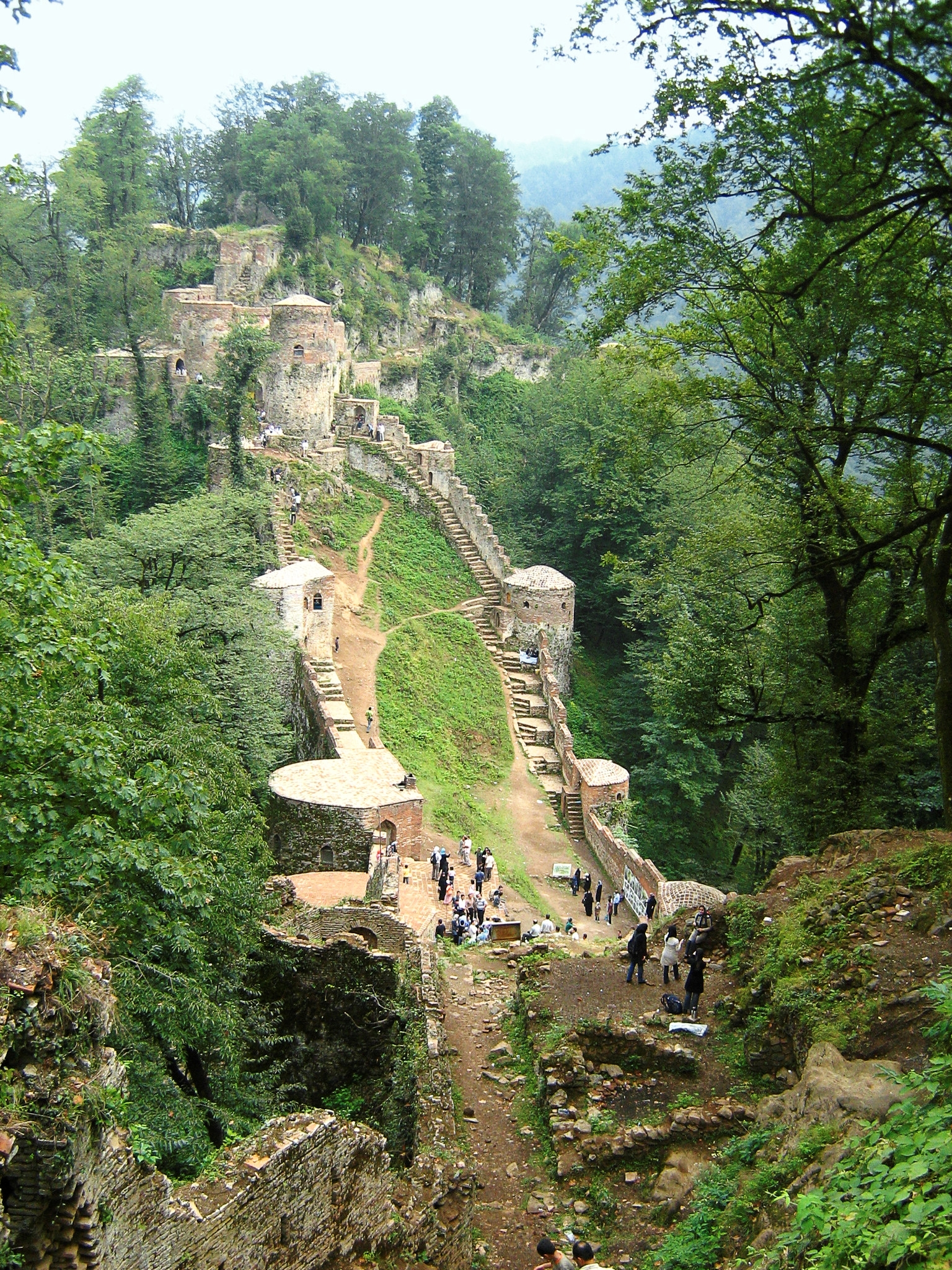
قلعة رودخان التاريخية

قلعة كريم خان زند هي قلعة مبنية في القرن الـ18 في وسط مدينة شيراز الإيرانية. وتشتهر بهندستها المعمارية الفريدة من نوعها، والإضاءة والأشكال المرسومة في الحمامات الإيرانية.
قلعة بهستان: تقع قلعة بهستان في مدينة ماه نشان بمحافظة زنجان في شمال غربي إيران وتُعَد حُصناً منيعاً يصعب الصعود إليه حيث كان المحاربون القدماء يدافعون بالقلاع عن نفوسهم ويرمون العدو منها ولا نبالغ إن قلنا أن قلعة بهستان هي الأغرب والأجمل على الإطلاق في إيران، برغم مرور قرون على بنائها فهي تحافظ على بهائها وجمالها حيث يعود تأريخها إلى عهد الأخمينيين. الدراسات التأريخية تبيّن أن القلعة كانت منذ عهد الأخمينيين وحتى القرن الخامس الهجري يستفاد منها في الدفاع عن المدينة. عند دخول القلعة نشاهد أن الطوابق العليا للدفاع والحرب والسفلى تُستخدَم كمستودع ذخائر، أي بمعنى أن أرزاق الناس كانت تُخَّزَن هناك. تُعتبَر قلعة بهستان من ضمن 20 قلعة تأريخية موجودة في مدينة زنجان والتي بُنيَت في قلب الجبل وكانت عند تشييدها من أهم الأبنية الدفاعية لدى الحكام. بنظرة عابرة يمكن تقسيم بناء القلعة إلى ثلاثة اقسام: الغرف، الممرات، السلالم. في هذه القلعة يتصل البناء الشرقي والغربي الموجود في الأسفل مع البناء الشمالي الموجود في الأعلى بواسطة سلالم مرتبة وبشكل ملفوف على طول الطريق. يوجد على جدران القلعة أجسام مثلثية الشكل كان يستفاد منها لوضع الأعواد للإنارة. ولكن في البناء الشمالي الغربي للقلعة والذي يُعتبَر من الأماكن التي لم تتعرض للاندثار في قلعة بهستان يمكن مشاهدة السلالم وهي قائمة، ويوجد إلى الأعلى من السلالم غرفة بشكل مقوس والتي كانت محراب لمسجد وتم تشييدها في العصر الإسلامي والذي يدل على استعمال القلعة بعد قرون من تشييدها. يمكن مشاهدة سلالم وبعرض متر واحد والتي يُعتبَر بنائها اقتباساً من العمارة الإسلامية.
قلعة إزدها بيكر: تقع قلعة التنین في مدينة لار في محافظة فارس (شيراز) الإيرانية، ويقول علماء الآثار أن قلعة التنین تعود إلى ما قبل الإسلام وكانت مكان للسكن حتى القرن الماضي. وتتربع هذه القلعة على مرتفع مشرف على مدينة لار وطولها 700 متر وعرضها 170 متر. فوق الجبل الذي توجد فيه القلعة يمكن مشاهدة بقايا أثر القبو، المسجد، الحمام، المقبرة، البئر، المطحنة، ومكان تخزين الماء وكذلك يمكن مشاهدة بقايا البرج والحصار الذي كان حول القلعة. تتالف القلعة من ثلاث أقسام وهي الجدران الصخرية، القلعة العليا والوسطى. إن أقدم الآثار المكتشفه هناك تعود إلى العهد الساساني. ويوجد أعلى الجبل بئر محفور وسط الصخور ويسمى دولاب.
قلعة بم: تتوسط هذه القلعة المدينة وتم تشييدها على صخرة طبيعية. هذه العمارة (القلعة) المبنية من الطين (اللبن) ذات خمسة طوابق. وبلغ طول قلعة بم 300 متر وعرضها 200 متر، ومساحتها 60 ألف متر مربع، وتكونت من خمسة أدوار مبنية من الطوب اللبن، بُنيَت القلعة على نتوء صخري بلغ ارتفاعه 60 متراً، وهي أشبه بقصر أوروبي من القرون الوسطى، ولكن خلافاً للمباني الأوربية المبنية من الحجارة فإن هذه القلعة التأريخية كانت مبنية من الطين. وكان يعلو القلعة برجان كبيران يبعد الواحد عن الآخر مسافة 40 متراً، وبُنيا قبل 500 عام تقريباً، وكانت تضم أيضاً بناءً يُدعى (جهار فصل)، ويعني الفصول الأربعة، حيث كان يتكون من أربع حجرات، حيث تمثل كل حجرة فصلاً من فصول العام، وبناء آخر يسمى (منزل الأسياد)، وكان البناءان مخصصين لقادة الجيش والشرطة، واستمر ذلك حتى بدايات القرن العشرين. كما كان لحصن بم طاحونة هوائية تعمل بقوة الرياح، وهي الفريدة من نوعها في بم، والتي يعود تأريخ صنعها إلى العهد القاجاري. ومن الخصائص المعمارية التي تميز حصن بم عن مثيلاته، أسواره الأربعة، وتحديداً السور الأول الذي كان يمنع دخول المهاجمين إلى داخل الحصن. يبلغ ارتفاع هذا السور 18 متراً وعرضه ستة أمتار، وبُنيَ هذا السور المنيع على مسافة 30 إلى 40 متراً عن أبراج المراقبة. ومن اللافت القول ان أهالي بم غادروا الحصن نهايئاً قبل حوالي 150 سنة، واستوطنوا في وسط الحدائق وبساتين النخيل في المنطقة.
تقع القلعة في وسط المدينة، حيث النقطة الأكثر اتساعاً لتوفر الأمان للموقع. تبلغ مساحة قلعة بم حوالي 180,000 متر مربع وهي محاطة بجدران عملاقة يبلغ ارتفاعها من 6-7 أمتار، وطولها 1,815 أمتار. تتميز القلعة بوجود برجين كبيرين بالإضافة إلى حوالي 67 برج منتشرة في أرجاء المنطقة.
هناك وجهات نظر مختلفة حول تخطيط وعمارة القلعة، فمن النموذج الحالي للقلعة، يرى المرء أن المخططين تنبأوا بالشكل النهائي للمبنى والمدينة بأكملها من خطوات التخطيط الأولى. خلال كل مرحلة من مراحل تطور البناء كان الجزء المنتهي يبدو مكتملاً بحيث بدت الأجزاء التي يستمر اكتمالها وكأنها خيطت بالمباني السابقة بسلاسة. الجزء الذي يقع فيه مركز الحكام هو في أقصى المنطقة الداخلية المحاطة بالسور الذي يحفظ القلعة والثكنات والمطحنة وبئر الماء (المحفورة في الأرض الصخرية بعمق 40 متر) وإسطبل يتسع لـ 400 رأس من الخيول. أما الجزء المحيط بمركز الحكام، ويتكوّن من المدخل الرئيسي للمدينة الحصن والبازار على طول المحور الممتد من الشمال إلى الجنوب (الذي يربط المدخل الرئيسي للقلعة) وحوالي 400 منزل بالمباني العامة (كالمدارس وأماكن الرياضة).
فلك الأفلاك: تقع أعلى قمة تل كبير يحمل الاسم نفسه في مدينة خرم آباد مركز محافظة لرستان في إيران وهي من أبرز المعالم الأثرية والسياحية التي تجذب نظر واهتمام السياح الي مركز المدينة. إن بناء هذه القلعة على قمة التلال الصخرية وإطلالها الكامل على الوادي للمدينة وانسياب الماء الزلال من النبع الغزير في كلستان ومن قمم المرتفعات الشمالية لهي واحدة من أهم النعم الإلهية الطبيعية التي تنفرد بها هذه المنطقة بجمال مناظرها الخلابة التي خلقها الله سبحانه فيها. يجري نهر خرم آباد بالجانب الشرقي والغربي الجنوبي لتل فلك الأفلاك، مما يوفر الحماية الطبيعية لذلك الحصن ويحيط الآن بالجانبين الغربي والشمالي للتل الأحياء السكنية لمنطقة خرم آباد. ومن جانب آخر قرب هذا الصرح من المغارات الكائنة في قلب الجبال منذ عصور ما قبل التأريخ، ووادي خرم آباد الجذاب وبقية الأماكن الأثرية خلال فترات التأريخ بشكل عام، والنقوش الحجرية، والمنارة الآجرية مع الطاحونة، وآثار المجسرات المهدمة، وأسورة البحيرات الصخرية المرتفعة نسبياً تجنباً لطغيان مياهها، كل هذه وتلك تحكي الترابط التأريخي للقلعة الأثرية التراثية هذه. أما تأريخ بناء هذه القلعة فلم يتم الوقوف على التأريخ الدقيق لتشييد هذه القلعة إلا أن الدلائل والشواهد التأريخية تحكي أن قدم هذه القلعة يعود إلى العهد الساساني ويرجع البناء الأول لها إلى عهد شابور الأول الساساني في القرن الثالث الميلادي. الساسانيون بنو مدينة باسم شابورخاست التي هدمت بعد ذلك وعلى أنقاضها بُنيَت المدينة خرم آباد اليوم وذلك في القرن السابع الهجري تقريباً. ويتوقع أن تكون قلعة فلك الأفلاك من الآثار المتبقية من حصن شابورخواست في فترة الساسانيين حيث كانت مقر الحكومة عسكرياً. وقد أُطلِق عليها عدد من الأسماء منذ تشييدها ومن هذه الأسماء المُسجَّلة: شابورخاست أو حصن سابرخاست، وديزباز، وقلعة خمر آباد، وأخيراً قلعة فلك الأفلاك. وقد اُستخدِمت هذه القلعة في عصر الدولة البهلوية كسجن. إن مساحة هذا الصرح فتبلغ 5300 متراً مربعاً تقريباً، حيث يشتمل على ثمانية أبراج وحصنين و 300 ملجأ. وترتفع أعلى أسواره من سطح التلة 23 متراً وقد بُنيَت هذه الأسوار من الآجر والطوب بلبنة مزيجة من الجص والكلس، ومدخلها يكون من الجانب الشمالي ومن خلال حائط البرج ليرتبط بممر يصل بأول ساحة من حصن القلعة. وصُمِمَت أبعاد الساحة الأولى للحصن من الجهة الشمالية وحتى الجنوبية بحدود 22/5×31 متراً محاطة بأربعة أبراج مشيدة مع سور الحلقة، اثنان منها في الجهة الشمالية والشمالية الغربية، والبرجان الآخران من الجهة الجنوبية والجنوبية الغربية منها  وقد شُيّدَت بطرق فنية عالية. يقع مدخل القلعة ناحية الشمال داخل البرج الشمالي الغربي. ويقع بئر مياه الحصن في المنطقة التي تقع خلف الفناء الأول. والجزء الأكبر من البئر منحوت على عمق 40 متراً في الصخور لكي يصل إلى مصدر ينبوع كلستان. ولا يزال البئر قابلاً للإستخدام حتى يومنا هذا. أما المواد المصنوع منها الحصن، فهي طوب طيني، وطوب طيني مشوي، وصخور، أخشاب، والمِلاط. وأما العمران والبناء الموجود فيشير إلى إصلاحات وترميمات حصلت على آثار المنطقة على مر السنين، والتي برزت خلال العهد القاجاري.
كما تدل الآثار القديمة هذه على وجود حمام قديم أيضاً يقع في الجهة الشمالية من الساحة الأولى وهي قريبة من بئر القلعة. وكان هذا الحمام قائماً إلى العهد القاجاري صالحاً للاستعمال، واليوم بقيت منه آثار أنابيبه وممرات مياهه الفخارية التي تخترق جدرانه، كذلك نقوشه على الكلس وقنوات المياه وتصريفها تحت الأرض. وفي القسم الشمالي الشرقي من الساحة الأولى لهذه القلعة وخلف طاق مرتفع منه، موقع بئر ماء القلعة حيث يصل عمقه إلى 40 متراً والذي يأتي من خلال شقوق في الصخور تصل من نبع كلستان، إذ كانوا سابقاً يؤمَنون حاجاتهم من الماء من هذا البئر الخازن للمياه، ولا زال هذا البئر حتى يومنا هذا يُستخرَج منه الماء. أما أبعاد الساحة الثانية من شرقها إلى غربها فهي 21×29 متراً، وكما في الساحة الأولى فلها أربعة حصون، ويستقر بين أطراف الساحة الأربعة مسرح كبير ترتبط منافذه بأطرافه الأربعة، واليوم أجري على هذا المكان الذي أصبح متحفاً بعض التغييرات. ومن الجديرة بالتأمل في هذا الصرح المعماري تشييد الأنفاق الخفية من الضلع الجنوبي وساحة تحت الأرض تمتد من شمالها إلى شرقها.
أما نظام التخلص من الرطوبة فيبدو أن قلعة فلك الأفلاك قد زوِدَت بنظام مزيل للرطوبة عند بنائها. كان الخبراء يعتقدون في السابق أن هذه القنوات المزيلة للرطوبة، التي يبلغ ارتفاعها أكثر من متر واحد وتغطي المساحة بأكملها تحت القلعة، كانت عبارة عن مخابئ للمقيمين فيها. لكن حقيقة الأمر هي أن المهندسين الساسانيين كانوا على دراية بتقلب المناخ والمياه الجوفية بالمنطقة، ومن ثم زودوا القلعة بنظام لإزالة الرطوبة. ويدخل في بناء فلك الأفلاك مواد مختلفة، مثل الصخور والأخشاب المقاومة للرطوبة. ولهذا بُنيَت القلعة على أعلى بقعة في مدينة خرم آباد لكي تتخلل الرياح البناء وتجفف أساساتها. أما ساحات القلعة فالأولى التي تقع في الطرف الشمالي – الجنوبي فتبلغ أبعادها 31*22.5 متر. وتوجد على أطرافها أربعة أبراج اثنان منها في الطرف الشمالي والشمالي الغربي واثنان منها في الطرف الجنوبي والجنوبي الغربي. أما الساحة الثانية والواقعة في الطرف الشرقي – الغربي فتبلغ أبعادها 21*29 وكما في الساحة الأولى يتألف من أربعة أبراج في الأطراف الأربع للساحة، ويوجد في أطراف الساحة أربع صالات كبيرة ومتصلة مع بعضها، تم استخدامها اليوم كمتحف. من الملاحظات المهة في البناء وجود مخابئ سرية في الضلع الجنوبي وكذلك وجود مساحات كبيرة تحت الأرض في الضلع الشمالي الشرقي.
اما استخدامات القلعة في الماضي فهي كالتالي «الخزانة الحكومية» في عهد بدر في القرن الرابع، «مقر الحكومة» للحكام والولاة في العهد الصفوي حتى القاجاري، و«معسكر» و «سجن سياسي» في العهد البهلوي الأول والثاني. أما الوضع الحالي لقلعة فلك الأفلاك فهي تخضع لإدارة منظمة التراث الثقافي الإيراني، وهي من المواقع المحمية واليوم نشاهد افتتاح أغنى متحف تراثي مجتمعي فلكلوري شعبي في قلعة فلك الأفلاك هذه.

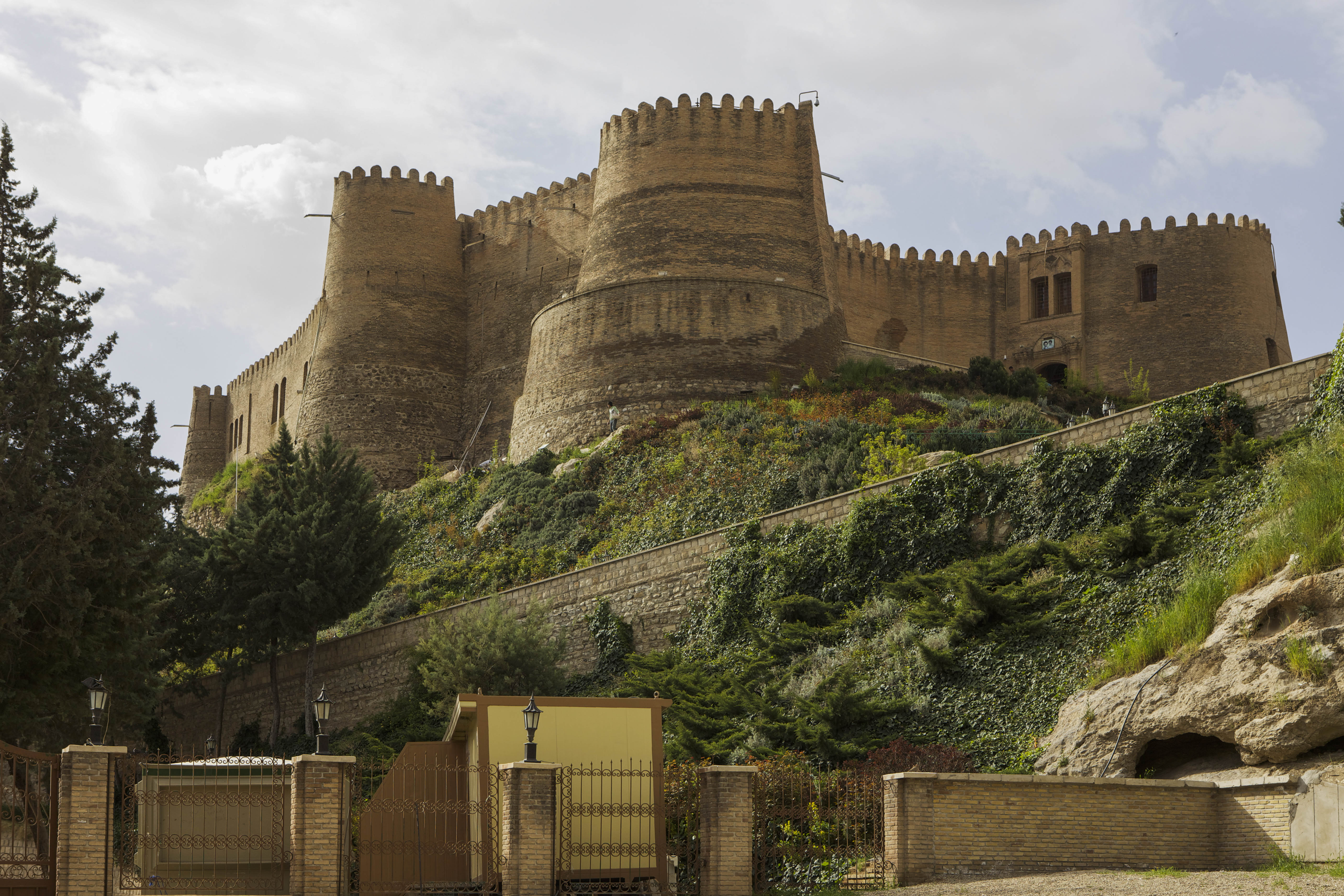
قلعة فلك الأفلاك

قلعة دختر: بُنيَت هذه القلعة من مجموعة أحجار ضخمة، لكن أساسات القلعة وجدرانها فتشكلت أجزاءها من الأحجار الكبيرة للنهر. وبالرغم ممّا تعرّضت له القلعة من عملية تآكل وأعراض طبيعية على مرّ العصور الخوالي، إلا أن عظمة بناء هذه القلعة ما زالت تذهل العقول وتبعث على الدهشة. وفي جزء من القلعة، مدخل كهف يؤدي، وحسب ما يقوله عدد من أهالي المنطقة، إلى قصر أردشير بابكان (القصر الساساني) الواقع في سهول فيروز آباد، ما يدلّ على أن المحاصرين فيها في حال مهاجمة العدو كانوا يتمكنون من خلالها الاتصال بالمدينة، لتوفير حاجاتهم من المواد الغذائية والعتاد.
قلعة دختر بمنطقة فيروز آباد في محافظة فارس هي من البنايات والقلاع المتبقية من سهل فيروز آباد التأريخي، والتي تعود إلى الحكم الساساني. تقع القلعة في مدخل وادي «تفغ آب» وفي مكان شكل الانحدار الارضي فيه بوابة طبيعية. ومن جهة أخرى، وفر الموقع الجغرافي لهذه القلعة المطلة على السهل، إمكانية الإطلال على الطريق المؤدي إلى فيروز آباد أيضاً. وربّما بُنيَت هذه القلعة الحصينة والكبيرة نسبياً والمشرفة على المنطقة برمتها، لعملية الرصد والمراقبة والدفاع عن العاصمة الأولى للساسانيين في مدينة «غور». للقلعة غرف وممّرات متداخلة تم في بنائها استخدام الأحجار غير المنحوتة والجصّ الممزوج بحجر الجير. تتميز هذه القلعة جنزان ماء حجري مبني في جوف الجبل، لتوفير حاجات ساكنيها عند الضرورة. وقد كشفت الأبحاث الأثرية التي جرت في قلعة دختر، أن حزام الدفاع الرئيس للقلعة، والذي له أذرع دفاعية متقدمة، يصل ارتفاعه إلى حوالي 6 أو 7 أمتار. المبنى المدوّر للقلعة والذي كان مخصصاً للعرش الملكي ويشبه حفرة عظيمة، بني كبرج فاخر يعلو الهضبة. وحسب المصادر التأريخية، يبدو أن النجاحات السياسية التي حققها الملوك الساسانيون، تسببت في أن يحلّ قصر «آتشكده» (أي معبد النار)، وهو قصرٌ كبيرٌ في سهول فيروز آباد، محلّ قلعة دختر. وكان الملك أردشير وبعد انتصاره على ملوك البارت وتسميته بملك الملوك، كان يرى نفسه مرغماً على خوض حروب أخرى، وذلك من أجل تعزيز حكمه وبسط سلطانه على كامل الأراضي الإيرانية، غير أنه لم يكن هناك خطرٌ يهدد مكان إقامته في فيروز آباد. فبهذا ترك هذا القصر الجبلي، على ما يبدو، على حاله كموضع إقامة ملكية، واستضافة للضيوف وحفلات الترف، وذلك بسبب موقع القصر في منطقة جبلية وعرة ضيقة. ويعرف هذا القصر الكبير اليوم بمعبد نار فيروز آباد أو قصر فيروز آباد أو المعبد الساساني.

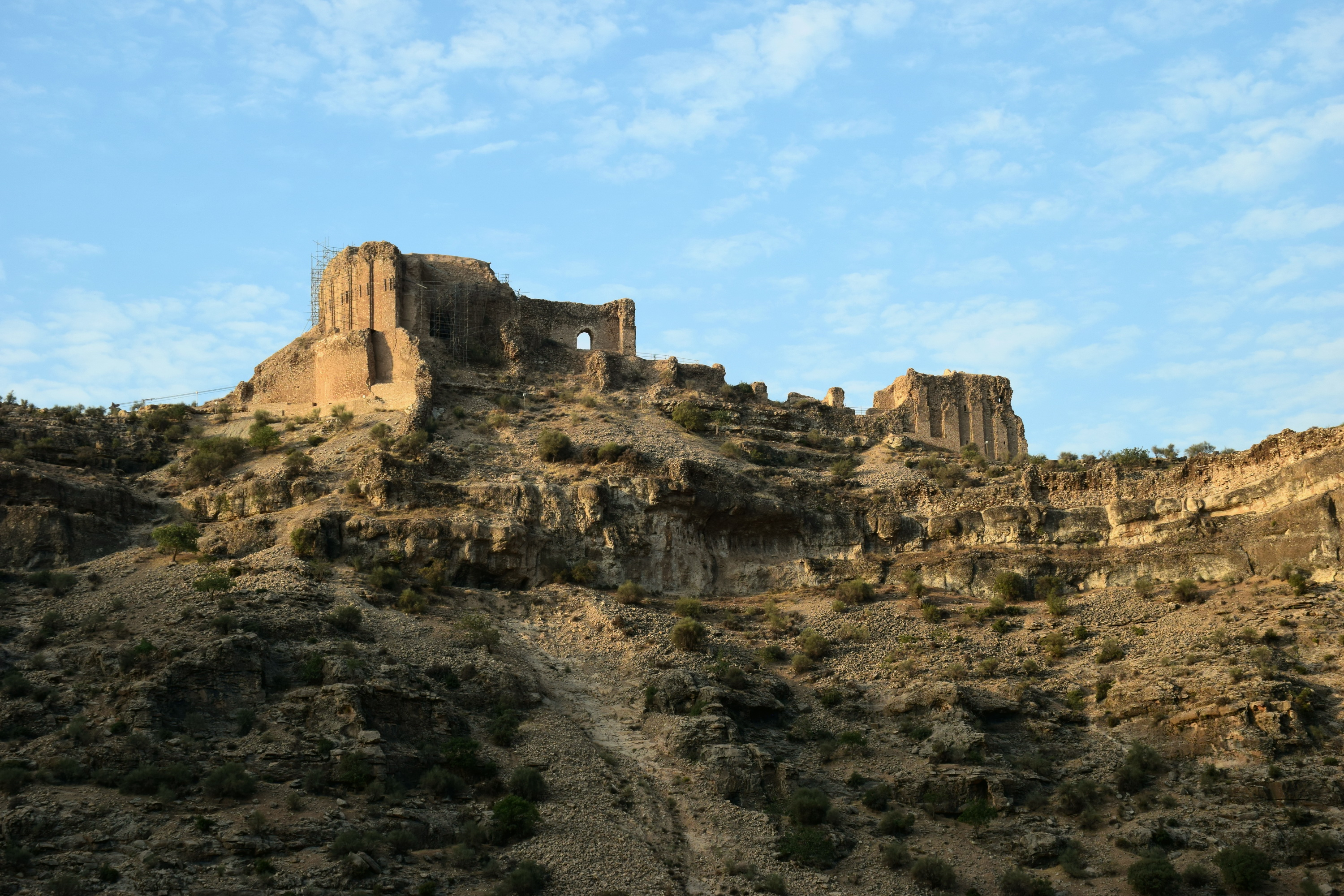
قلعة دختر

قلعة شوش: تقع في مدينة شوش ((سوس))، 90 كم شمال الأهواز مركز محافظة خوزستان، وهي من المعالم الأثرية التي يعود بناؤها إلى العصر القاجاري. توجد هذه القلعة التي تعرف كذلك بالقلعة الفرنسية، تم بناؤها في عام 1897 للميلاد، فوق أعلى منطقة بمدينة شوش، حيث استخدم معماريو مدينة دزفول أنواعاً من الطابوق المأخوذ من بقايا قصر داريوش (داريوس) وكذلك أعداد كبيرة من الطابوق المنحوت عليها 

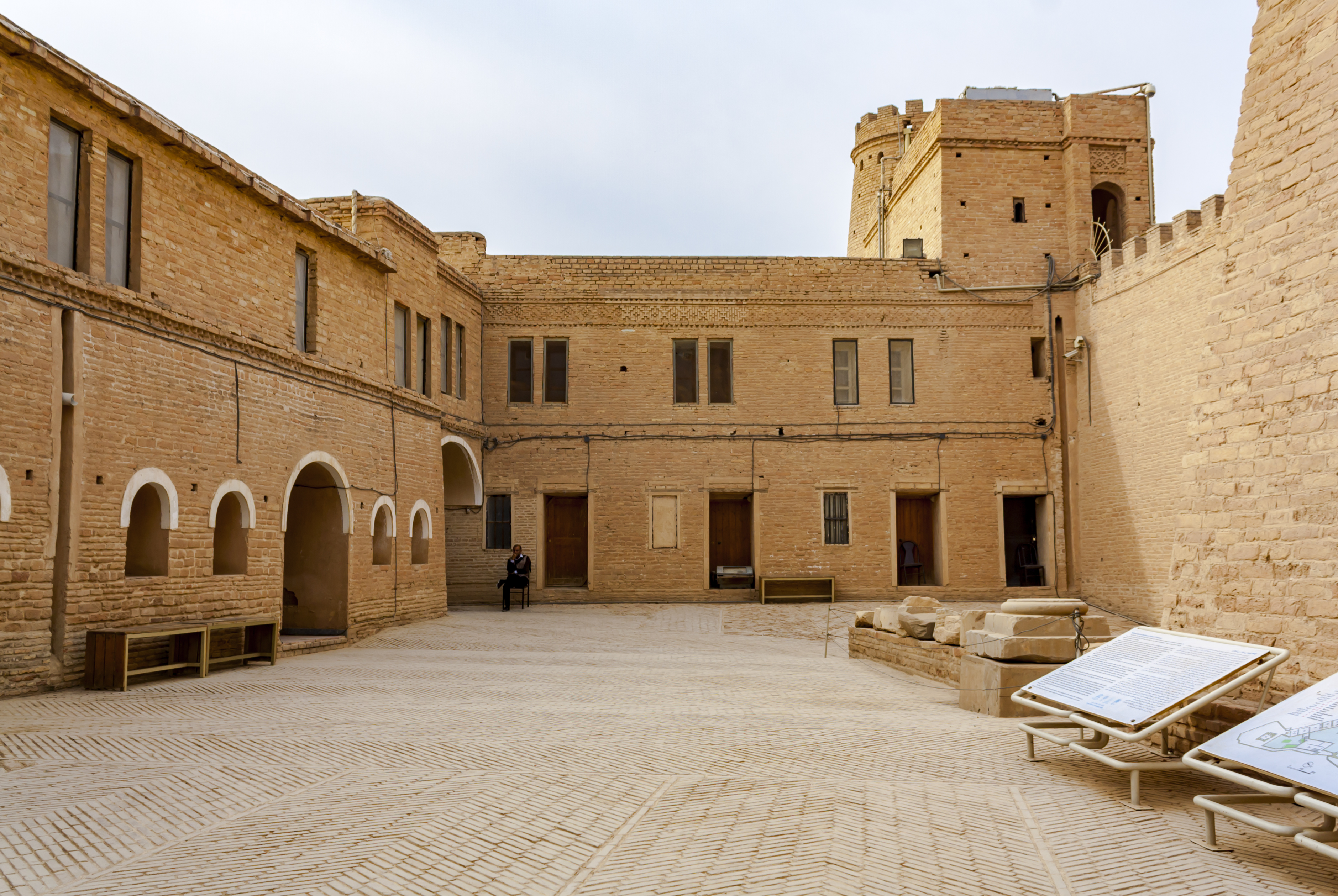
قلعة شوش

 بالخط المسماري والعائد إلى معبد تشغازنبيل، وبنوا هذه القلعة بالقرب من قصر «آكروبول».
المهندس والمصمم المعماري لقعلة شوش هو «جاك دمورغن» الفرنسي الذي بناها على هضبة أثرية بالقرب من مرقد نبي الله دانيال (عليه السلام)، وذلك لإقامة علماء الآثار الفرنسيين فيها. تم تصميم القلعة هذه على شكل شبه المنحرف، حيث تقع قاعدته الصغيرة في الجهة الشمالية. يحيط بالقلعة دهليز وعدد من الغرف التي تفتح نوافذها على الساحة. القلعة لها ساحتان وتحيط بهما فناءات، مما جعلها تشبه القلاع الأوروبية في القرون الوسطى. الساحة الثانية أكثر ارتفاعاً من الساحة الأولى، كما توجد في قبو الساحة الثانية قاعتان. المادة الإنشائية الأصلية المستخدمة في بناء جدران قلعة شوش هي الطوب تعلوه طبقة من أنواع الطابوق تعود إلى شتى الأدوار التاريخية في إيران. وأثر عمليات الاكتشاف التي أجريت على هضبة القلعة، عثر علماء الآثار على أشياء قديمة من بينها تمثال «الملكة نابير استوستون» المعروف، وزجاج شوش الفخاري الشهير باللون الحمصي ونقش لوعل وكذلك شريعة الملك حمورابي.
من الأقسام الأخرى لقلعة شوش يمكن الإشارة إلى غرفة زجاجية صغيرة تُعرَف بالقبعة الإفرنجية، وبرج على شكل إسطوانة غرب القلعة كان يستخدم كبرج الحمامة وكذلك برج يتوسط الساحة. قلعة شوش وبسبب الاستخدام الوفير لأنواع الطابوق خاصةً تلك التي تتزين بالنقوش البارزة على أبعاد مختلفة والنقوش المينائية، تسمى «متحف الطابوق» أيضاً.
قلعة نارين أو قلعة نارنج: هي من أحد المعالم الأثرية في مدينة نايين بمحافظةأصفهان، تقع هذه القلعة في أحياء قديمة أي باب المسجد وكلوان ونوآباد. تأتي قلعة نارنج مع بقاياها في المرتبة الثانية بعد منارة جامع المدينة من حيث الارتفاع. تُعرَف أيضاً بقلعة «نارين» وتظهر ملامحها تماماً في قلب حي المدينة القديم. كانت لهذه القلعة أربعة أبراج تحيط بها وكانوا يحرسون القلعة من خلال هذه الأبراج.
يعود بناء القلعة إلى فترة ما قبل الإسلام، ولم يحدد بعد الهدف من بنائه. وكما ورد في بعض النصوص التأريخية أن هذه القلعة كان يقيم فيها الوالي أو الحاكم، وجاء في بعض المصادر أن هذه القلعة ونظراً للخندق الذي حولها والقلاع النظيرة لها كانت حصناً عسكرياً، وجاء في رواية تاريخية أخرى أنها كانت معبداً نارياً. وكيفما كان فأن هذه القلعة الجميلة إلى جانب معالم حضارية ودينية عدّة مثل المسجد الجامع والمصلى والسوق وورش حياكة الأقمشة وغيرها كانت تستهوي سنوياً الآلاف من السياح من داخل إيران وخارجها إلى مدينة نايين المتاخمة للصحراء.

## قائمة قلاع جمهورية إيران
تحتوي هذه القائمة على أسماء القلاع والحصون المنتشرة في أنحاء جمهورية إيران.

### محافظة ألبرز
| اسم       | موقع       | فترة البناء | صورة | ملاحظات |
| --------- | ---------- | ----------- | ---- | ------- |
| قلعة كهور | مختار آباد |             |      |         |

### محافظة أصفهان
| اسم                  | موقع            | فترة البناء          | صورة | ملاحظات |
| -------------------- | --------------- | -------------------- | ---- | ------- |
| مجمع وقلعة جلالي     | كاشان           | الدولة السلجوقية     |      |         |
| قلعة بزي             | مقاطعة مباركة   | ساسانيون             |      |         |
| قلعة دماب            | مقاطعة نجف أباد | القاجاريون           |      |         |
| قلعة طرق             | مقاطعة نطنز     | الإمبراطورية الفرثية |      |         |
| قلعة كرشاهي          | أبو زيد أباد    | القاجاريون           |      |         |
| قلعة نارين (نائين)   | نائين           | الإمبراطورية الفرثية |      |         |
| قلعة علي أحمد دماب   | مقاطعة نجف أباد | القاجاريون           |      |         |
| قلعة خشتي            | نوش أباد        | الدولة السلجوقية     |      |         |
| قلعة غوغد (معقل)     | مقاطعة غلبايغان |                      |      |         |
| قلعة غوغد (غلبايغان) | غوغد            | الدولة الزندية       |      |         |
| قلعة قورتان          | قورتان          | ساسانيون             |      |         |

### محافظة أذربيجان الشرقية
| اسم                 | موقع          | فترة البناء          | صورة | ملاحظات |
| ------------------- | ------------- | -------------------- | ---- | --- |
| جوشن قلعة           | مقاطعة ورزقان | ألفية 1 ق.م          |      | |
| حصن بابك            | مقاطعة كليبر  | ساسانيون             |      | بنيت القلعة بأمر من بابك خرمدين، وقد تمكن وأتباعه من التحصن فيها لمدة 22 سنة خلال حربه مع الجيوش العربية، وعُثر داخل القلعة مقتنيات فخارية ذات نقوش متعددة، وعملات تعود للقرون السادسة والسابعة للهجرة وتعود لعصر الدولة الأتابكية كما يوجد العديد من المواقع الأثرية.                                                                                  |
| قيزلار قلعة سي      | مقاطعة مراغة  | ألفية 1              |      | |
| قلعة بشتاب          | مقاطعة أهر    | قبل الميديون         |      | |
| قلعة بختك ليلان     | ليلان         | قبل الإسلام          |      | |
| قلعة هولاكو خان     | مقاطعة أسكو   | ساسانيون             |      | |
| قلعة جوشين          | مقاطعة ورزقان | ساسانيون             |      | |
| قلعة دختر (ميانة)   | مقاطعة ميانة  | ألفية 1 ق.م          |      | |
| قلعة دختر (قز قلعة) | مقاطعة ميانة  | القرن السابع الهجري  |      | |
| قلعة دختر (خسروشاه) | خسروشاه       | الدولة الصفوية       |      | |
| قلعة كردشت          | كردشت         | القاجاريون           |      | |
| قلعة نارين (سردرود) | سردرود        | ألفية 1 ق.م          |      | |
| قلعة تبريز          | تبريز         | الدولة الإلخانية     |      | |
| قلعة ضحاك           | مقاطعة هشترود | الإمبراطورية الفرثية |      | إن تاريخ تشييد قلعة ضحاك يعود إلى أكثر من 3000 سنة وتقع على جبل منفرد، وتُعتبَر من الأماكن المهمة لأقوام ألماني والماد. حيث تعود هذه القلعة إلى هذه الأقوام وقد تم ذكر أسماء مختلفة لها في الكتب التأريخية ومنها ضحاك، اژدهاك، قيز قلعه سي، داش قلعه سي، باروآس، رويي دژ وقلعه گويي. تمت دراستها لأول مرة عن طريق البعثة الألمانية في العام 1971 ميلادي. |

### محافظة أذربيجان الغربية
| اسم         | موقع               | فترة البناء      | صورة | ملاحظات |
| ----------- | ------------------ | ---------------- | ---- | --- |
| كاظم داشي   | مقاطعة أرومية      | الدولة الإلخانية |      | |
| قلعة دمدم   | الغرب بحيرة أرومية |                  |      | |
| قلعة تشهريغ | مقاطعة سلماس       | ألفية 1 ق.م      |      | |
| تخت سليمان  |                    | ساسانيون         |      | يعتقد المؤرخون أن إباكا خان -الحاكم المغولي وحفيد جنگيز خان- اعتنق الدين الإسلامي بعد غزوه لإيران وبنى مسجدًا فوق هذه القلعة التي تهدمت في وقت لاحق. أما العمود الموجود في مدخل القلعة، والبالغ طوله سبعة أمتار، فكان يستعمل كصالة لخسرو برويز ولم يتبق من الأعمدة سوى واحد. وقبل حوالي عشرين عاماً وضعت حول العمود سقالات لكي تحول دون خراب أكثر وتمنع سقوطه. ويشاهَد على أماكن عديدة من العمود بصورة واضحة آثار ترميمات قديمة. |

### محافظة أردبيل
| اسم                   | موقع             | فترة البناء         | صورة | ملاحظات |
| --------------------- | ---------------- | ------------------- | ---- | ------- |
| ديو قالاسي            | مشكين شهر        | أورارتو             |      |         |
| كهنة قلعة (مشكين شهر) | مشكين شهر        | ساسانيون            |      |         |
| قلعة بربر             | مقاطعة مشكين شهر | القرن الثاني الهجري |      |         |
| قلعة قهقهة            | مشكين شهر        | السلالة الصفوية     |      |         |
| قلعة نارين (أردبيل)   | أردبيل           |                     |      |         |

### محافظة بوشهر
| اسم                 | موقع        | فترة البناء | صورة | ملاحظات |
| ------------------- | ----------- | ----------- | ---- | ------- |
| قلعة أغا خان ليراوي | مقاطعة ديلم | القاجاريون  |      |         |
| قلعة برازجان        | برازجان     | القاجاريون  |      |         |
| قلعة بردستان        | بردستان     | القاجاريون  |      |         |
| قلعة زندان          | مقاطعة دير  | ساسانيون    |      |         |
| قلعة كلات أهرم      | أهرم        | القاجاريون  |      |         |
| قلعة نصوري          | بندر سيراف  | القاجاريون  |      |         |
| قلعة خورموج         | خورموج      | القاجاريون  |      |         |

### محافظة هرمزغان
| اسم           | موقع             | فترة البناء                         | صورة | ملاحظات |
| ------------- | ---------------- | ----------------------------------- | ---- | ------- |
| حصن المرازيق  | مغوية            |                                     |      |         |
| قلعة أماج     | مقاطعة بستك      | ساسانيون                            |      |         |
| قلعة جناح     | مدينة جناح       |                                     |      |         |
| قلعة ديده‌ بان | مقاطعة بستك      |                                     |      |         |
| قلعة هزارة    | ميناب            | القاجاريون                          |      |         |
| قلعة هرمز     | جزيرة هرمز       | السلالة الصفوية                     |      |         |
| قلعة سيبة     | مقاطعة بستك      | ساسانيون                            |      |         |
| قلعة فين      | مقاطعة بندر عباس | منتصف فترة ما بعد الإسلام التاريخية |      |         |
| قلعة قشم      | جزيرة قشم        | السلالة الصفوية                     |      |         |
| قلعة قلات     | بستك             |                                     |      |         |
| قلعة توصيلة   | مقاطعة بستك      | ساسانيون                            |      |         |

### محافظة زنجان
| اسم          | موقع           | فترة البناء | صورة | ملاحظات |
| ------------ | -------------- | ----------- | ---- | --- |
| قلعة بهستان  | مقاطعة ماهنشان | ساسانيون    |      | تحاذي هذه القلعة ضفاف نهر قزل أوزن وهي تضم العديد من الغرف والممرات والسلالم المتعرجة، ويقول علماء الآثار بأنها شيدت في العهد الإخميني، ويرى بعض العلماء أن تأريخها الحقيقي يعود إلى الحقبة الميدية إذ إن الميديون قد استوطنوا هذه المنطقة وشيدوا القلاع دفاعاً عن أنفسهم قبال هجمات الأعداء. ومن جانب آخر تبين الدراسات التأريخية أن القلعة كانت منذ عهد الأخمينيين وحتی القرن الخامس الهجري يستفاد منها في الدفاع عن المدينة. وعند الدخول إلى القلعة نشاهد أن الطوابق العليا للدفاع والحرب، والسفلى تُستَخدَم كمستودع ذخائر، أي بمعنى أن أرزاق الناس كانت تخزن هناك. تُعتبَر قلعة بهستان من ضمن 20 قلعة تأريخية موجودة في مدينة زنجان والتي بنيت في قلب الجبل وكانت عند تشييدها من أهم الأبنية الدفاعية لدى الحكام. |
| قلعة سلطانية | سلطانية        | ألفية 1 ق.م |      | |

### محافظة همدان
| اسم         | موقع            | فترة البناء | صورة | ملاحظات |
| ----------- | --------------- | ----------- | ---- | ------- |
| نوشيجان     | ملاير           | ميديون      |      |         |
| قلعة أردلان | مقاطعة تويسركان | القاجاريون  |      |         |

### محافظة طهران
| اسم            | موقع        | فترة البناء          | صورة | ملاحظات |
| -------------- | ----------- | -------------------- | ---- | ------- |
| برج طغرل       | الري        | الدولة السلجوقية     |      |         |
| جبل نقار خانه  | الري        |                      |      |         |
| سجن هارون      | الري        | القرن الرابع الهجري  |      |         |
| قلعة الري      | مقاطعة الري | ميديون               |      |         |
| قلعة إيرج      | ورامين      | ساسانيون             |      |         |
| قلعة فيروز كوه | فيروز كوه   | القرن السادس الهجري  |      |         |
| قلعة رشكان     | مقاطعة الري | الإمبراطورية الفرثية |      |         |
| قلعة غبري      | الري        | ساسانيون             |      |         |

### محافظة يزد
| اسم               | موقع          | فترة البناء                | صورة | ملاحظات |
| ----------------- | ------------- | -------------------------- | ---- | ------- |
| قلعة خسرو آباد    | مقاطعة أبركوه | القاجاريون                 |      |         |
| قلعة أرنان        | مقاطعة مهريز  | القاجاريون                 |      |         |
| قلعة باقر أباد    | مقاطعة بافق   | القاجاريون                 |      |         |
| قلعة حسين‌ أباد    | مقاطعة تفت    | الدولة الزندية             |      |         |
| قلعة طبس          | طبس           |                            |      |         |
| قلعة نارين (ميبد) | ميبد          | ساسانيون                   |      |         |
| قلعة سفيد (ندوشن) | مقاطعة ميبد   | الدولة الأفشارية           |      |         |
| قلعة سريزد        | مقاطعة مهريز  | ساسانيون                   |      |         |
| قلعة رشكوئية      | مقاطعة تفت    | القاجاريون                 |      |         |
| قلعة شواز         | شواز          | ساسانيون                   |      |         |
| قلعة خويدك        | مقاطعة يزد    | ساسانيون                   |      |         |
| قلعة خرانق        | خرانق         | العصر التاريخي بعد الإسلام |      |         |

### محافظة كردستان
| اسم         | موقع        | فترة البناء    | صورة | ملاحظات |
| ----------- | ----------- | -------------- | ---- | ------- |
| قلعة قمتقاي | ألفية 3 ق.م | قمتقاي (كراني) |      |         |

### محافظة كرمان
| اسم                  | موقع           | فترة البناء            | صورة | ملاحظات |
| -------------------- | -------------- | ---------------------- | ---- | --- |
| بم ومشهدها الثقافي   | بم             | أخمينيون               |      | كان البناء بأكمله عبارة عن حصن كبير تقع القلعة في وسطه، لكن وبسبب مظهر القلعة المثير للإعجاب، والتي تشكل أعلى نقطة في الموقع، أطلق على الحصن كله اسم " قلعة بم". يعود أصل هذا معقل (مدينة) الواقعة على طريق الحرير إلى الفترة الأخمينية (من القرن السادس قبل الميلاد إلى القرن الرابع قبل الميلاد) إو إلى ما بعد ذلك. كانت ذروة نشاط القلعة في الفترة من القرن السابع إلى القرن الحادي عشر الميلاديين، حيث تقع على تقاطع الطرق التجارية الهامة المعروفة بتجارة الحرير والقطن. |
| قلعة أردشير          | كرمان          | ساسانيون               |      | |
| قلعة داود أباد       | أمين شهر       | السلالة الصفوية        |      | |
| قلعة دختر (كرمان)    | كرمان          | قبل الميديون           |      | |
| قلعة دختر الثاني     | كرمان          | أكثر من 2000 سنة       |      | |
| قلعة زيارتغاه        | مقاطعة كرمان   | القاجاريون             |      | |
| قلعة كهنة (شعبجرة)   | مقاطعة كوهبنان | السلالة الصفوية        |      | |
| قلعة كشيت            | مقاطعة كرمان   | الدولة السلجوقية       |      | |
| قلعة منوجان          | محافظة كرمان   | القرن السادس هجري شمسي |      | |
| قلعة سنغ             | مقاطعة سيرجان  | ساسانيون               |      | |
| قلعة فتح أباد        | اختيار أباد    |                        |      | |
| قلعة راين            | راين           | ساسانيون               |      | |
| قلعة شفيع أباد       | مقاطعة كرمان   | القاجاريون             |      | |
| قلعة غنجعليخان أفشار | مقاطعة بافت    | السلالة الصفوية        |      | |
| قلعة قهقة            | مقاطعة راور    | ساسانيون               |      | |

### محافظة كرمانشاه
| اسم         | موقع | فترة البناء | صورة | ملاحظات |
| ----------- | ---- | ----------- | ---- | ------- |
| قلعة يزدجرد | زردة | ساسانيون    |      |         |

### محافظة لرستان
| اسم         | موقع      | فترة البناء | صورة | ملاحظات |
| ----------- | --------- | ----------- | ---- | --- |
| فلك الأفلاك | خرم أباد  | ساسانيون    |      | تُعَد قلعة فلك الأفلاك أحد أهم الأبنية الهندسية التي شُيدت في عهد الساسانيين. وقد أُطلِق عليها عدد من الأسماء منذ تشييدها منذ أكثر من 1800 عام. ومن هذه الأسماء المُسجَّلة: شابورخاست أو حصن سابرخاست، وديزباز، وقلعة خمر آباد، وأخيرًا قلعة فلك الأفلاك. |
| قلعة روميان | نصير أباد | قبل الإسلام |      | |

### محافظة مازندران
| اسم           | موقع            | فترة البناء                | صورة | ملاحظات |
| ------------- | --------------- | -------------------------- | ---- | ------- |
| قلعة بولاد    | مقاطعة نور      | الدولة السلجوقية           |      |         |
| قلعة ماركو    | مقاطعة رامسر    | العصر التاريخي بعد الإسلام |      |         |
| قلعة ملك بهمن | شاهان دشت       | آل بادوسبان                |      |         |
| قلعة كنغلو    | مقاطعة سواد كوه | ساسانيون                   |      |         |
| قلعة تشهل در  | مقاطعة سواد كوه | القرن السادس               |      |         |

### محافظة مركزي
| اسم              | موقع    | فترة البناء | صورة | ملاحظات |
| ---------------- | ------- | ----------- | ---- | ------- |
| قلعة جمشيدي      | نيمور   | ساسانيون    |      |         |
| قلعة دختر (ساوة) | ساوة    | ساسانيون    |      |         |
| قلعة ميلاجرد     | ميلاجرد | ميديون      |      |         |
| قلعة مغوية       | مغوية   | القاجاريون  |      |         |

### محافظة سيستان وبلوشستان
| اسم              | موقع           | فترة البناء          | صورة | ملاحظات |
| ---------------- | -------------- | -------------------- | ---- | ------- |
| قلعة إيرندغان    | مقاطعة خاش     | القاجاريون           |      |         |
| قلعة إسبكة       | إسبكة          | القرون الوسطى إسلام  |      |         |
|                  |                |                      |      |         |
| قلعة بمبور       | بمبور          | ساسانيون             |      |         |
| قلعة برتغاليون   | تيس            | السلالة الصفوية      |      |         |
| قلعة دزك (بلقيس) | مقاطعة سراوان  | القاجاريون           |      |         |
| قلعة هريدوك      | مقاطعة نيك شهر | القاجاريون           |      |         |
| قلعة نيك شهر     | نيك شهر        | الإمبراطورية الفرثية |      |         |
| قلعة سة كوهة     | مقاطعة زابل    | القاجاريون           |      |         |
| قلعة تشانف       | مقاطعة نيك شهر | القاجاريون           |      |         |

### محافظة سمنان
| اسم            | موقع            | فترة البناء                         | صورة | ملاحظات |
| -------------- | --------------- | ----------------------------------- | ---- | ------- |
| قلعة بادة      | مقاطعة آرادان   | قبل الإسلام                         |      |         |
| قلعة زرد       | مقاطعة دامغان   | منتصف فترة ما بعد الإسلام التاريخية |      |         |
| قلعة كوه‌ منصور | مقاطعة دامغان   | الدولة الإسماعيلية النزارية         |      |         |
| قلعة سارو      | مقاطعة سمنان    | كيانيون                             |      |         |
| شير قلعة       | مقاطعة مهدي شهر | الإمبراطورية الفرثية                |      |         |

### محافظة عيلام
| اسم                | موقع           | فترة البناء     | صورة | ملاحظات |
| ------------------ | -------------- | --------------- | ---- | ------- |
| قلعة آبدانان       | مقاطعة آبدانان | ساسانيون        |      |         |
| قلعة الشيخ مكان    | مقاطعة درة شهر | ساسانيون        |      |         |
| قلعة هزار درب      | آبدانان        | ساسانيون        |      |         |
| قلعة والي عيلام    | عيلام          | القاجاريون      |      |         |
| قلعة ميرغلام هاشمي | مقاطعة درة شهر | الدولة البهلوية |      |         |

### محافظة فارس
| اسم                    | موقع           | فترة البناء          | صورة | ملاحظات |
| ---------------------- | -------------- | -------------------- | ---- | --- |
| ضريح وقلعة جاماسب حكيم | مقاطعة جهرم    | ساسانيون             |      | |
| قلعة أشبزخانة ضحاك     | مقاطعة فسا     | الإمبراطورية الفرثية |      | |
| قلعة إزدها بيكر        | مقاطعة لارستان | ساسانيون             |      | |
| قلعة إيزدخواست         | إيزدخواست      | ساسانيون             |      | |
| قلعة دختر (فيروز أباد) | فيروز أباد     | ساسانيون             |      | بنيت هذه القلعة في ثلاثة مستويات متدرجة على سفح الجبل، لذا فإن المدخل الأصلي واقع في الطبقة الأولى عن طريق ممر ملتوٍ ومُدَّرَج، وفي وسطها باحة واسعة تحيط بها من ثلاثة جهاتها غرف مبنية بأسلوب معماري فريد، وفي جهته الرابعة تم بناء المبنى الأصلي. |
| قلعة غتشي              | مقاطعة أرسنجان | الإسلام المبكرة      |      | |
| قلعة كريم خان زند      | شيراز          | الدولة الزندية       |      | |

### محافظة قزوين
| اسم         | موقع         | فترة البناء                 | صورة | ملاحظات |
| ----------- | ------------ | --------------------------- | ---- | --- |
| ميمون دز    | مقاطعة قزوين | الدولة الإسماعيلية النزارية |      | |
| قلعة ألموت  | مقاطعة قزوين | قبل الميديون                |      | لم يعرف الباني الأساسي للقلعة، ويقال أن من بناها هو أحد ملوك الديلم القدماء وسمّاها (ألوه أموت) ومعناها عش النسر، ثم جددها حاكم علوي عام 860، وبقيت في أيديهم حتى دخلتها طائفة من الإسماعيلية ويسمون الحشاشين بواسطة أميرهم حسن الصباح بتاريخ 7 رجب 483 هـ / 4 أيلول/سبتمبر 1090 فطرد الحاكم منها، وقيل أنه اشتراها منه ب 3000 دينار ذهبي. ويوجد منها الآن حوالي بقايا خرائب بالجوار ل23 مبنى كانت مكتبات وحدائق. بقيت تلك الطائفة موجودة حتى دمرها هولاكو وهو في طريقه لغزو بغداد بتاريخ 15 كانون الأول ديسمبر 1256. كانت القلعة حصينة جداً، لكن ركن الدين خورشاه وهو آخر أمراء الحصن استسلم بدون قتال على أمل أن يرحمهم هولاكو وهو ما لم يفعله، فقد دمرها بالكامل. |
| قلعة لمسر   | مقاطعة قزوين | ساسانيون                    |      | |
| قلعة ميمون  | مقاطعة قزوين | ساسانيون                    |      | |
| قلعة سميران | مقاطعة قزوين | ساسانيون                    |      | |

### محافظة قم
| اسم            | موقع      | فترة البناء          | صورة | ملاحظات |
| -------------- | --------- | -------------------- | ---- | ------- |
| قلعة دختر (قم) | مقاطعة قم | ساسانيون             |      |         |
| قلعة زاربلاغ   | مقاطعة قم | ميديون               |      |         |
| قلعة مظفر أباد | مقاطعة قم | القاجاريون           |      |         |
| قلعة قمرود     | مقاطعة قم | السلالة الصفوية      |      |         |
| قلعة قرمز      | مقاطعة قم | القاجاريون           |      |         |
| قلعة سام أباد  | مقاطعة قم | القاجاريون           |      |         |
| قلعة غلي       | مقاطعة قم | الإمبراطورية الفرثية |      |         |

### محافظة تشهارمحال وبختياري
| اسم                | موقع        | فترة البناء | صورة | ملاحظات |
| ------------------ | ----------- | ----------- | ---- | ------- |
| قلعة جونقان        | جونقان      | القاجاريون  |      |         |
| قلعة دزك           | مقاطعة كيار | القاجاريون  |      |         |
| قلعة صمصام‌ السلطنة | شلمزار      | القاجاريون  |      |         |
| قلعة تشالشتر       | تشالشتر     | القاجاريون  |      |         |

### محافظة خوزستان
| اسم        | موقع           | فترة البناء | صورة | ملاحظات |
| ---------- | -------------- | ----------- | ---- | --- |
| قلعة سلاسل | تستر           | أخمينيون    |      | |
| قلعة تل    | مقاطعة باغ ملك |             |      | |
| قلعة شوش   | السوس (مدينة)  | القاجاريون  |      | تم بناء هذه القلعة في عام 1897 للميلاد، فوق أعلى منطقة بمدينة شوش، حيث استخدم معماريو مدينة دزفول أنواعاً من الطابوق المأخوذ من بقايا قصر داريوش (داريوس) وكذلك أعداد كبيرة من الطابوق المنحوت عليها بالخط المسماري والعائد إلى معبد تشغازنبيل، وبنوا هذه القلعة بالقرب من قصر «آكروبول». إن المهندس والمصمم المعماري لقعلة شوش هو «جاك دمورغن» الفرنسي الذي بناها على هضبة أثرية بالقرب من مرقد نبي الله دانيال (عليه السلام)، وذلك لإقامة علماء الآثار الفرنسيين فيها. إن المادة الإنشائية الأصلية المستخدمة في بناء جدران قلعة شوش هي الطوب تعلوه طبقة من أنواع الطابوق تعود إلى شتى الأدوار التأريخية في إيران. |

### محافظة خراسان الجنوبية
| اسم               | موقع           | فترة البناء                 | صورة | ملاحظات |
| ----------------- | -------------- | --------------------------- | ---- | ------- |
| قلعة باين شهر     | بيرجند         | القرن الثاني عشر            |      |         |
| قلعة بيرجند       | بيرجند         | السلالة الصفوية             |      |         |
| قلعة بيدسكان      | مقاطعة فردوس   | القاجاريون                  |      |         |
| قلعة دختر (فردوس) | فردوس          | الدولة الإسماعيلية النزارية |      |         |
| قلعة هوغند        | هوغند          | القاجاريون                  |      |         |
| قلعة فورغ         | فورغ           | الدولة الأفشارية            |      |         |
| قلعة رستم         | مقاطعة زابل    | السلالة الصفوية             |      |         |
| قلعة شاهدج        | مقاطعة نهبندان | الدولة السلجوقية            |      |         |

### محافظة خراسان الرضوية
| اسم                  | موقع          | فترة البناء                 | صورة | ملاحظات |
| -------------------- | ------------- | --------------------------- | ---- | ------- |
| برج وقلعة أسجيل      | إسجيل         | القاجاريون                  |      |         |
| قلعة أتشغاه          | كاشمر         | ساسانيون                    |      |         |
| قلعة دختر (درونة)    | مقاطعة بردسكن | قرن 6 هـ إلى قرن 9 هـ       |      |         |
| قلعة دختر (كوهسرخ)   | مقاطعة كوهسرخ | الدولة الإسماعيلية النزارية |      |         |
| قلعة زيبد            | زيبد          | قبل الإسلام                 |      |         |
| قلعة طوس             | طوس           | ساسانيون                    |      |         |
| قلعة كندر            | کندر          | الدولة السلجوقية            |      |         |
| قلعة كهنة (زعفرانية) | مقاطعة سبزوار | القاجاريون                  |      |         |
| قلعة كهنة زندة جان   | زندة جان      | ألفية 1                     |      |         |
| قلعة رحمانية         | رحمانية       | القرن الثامن الهجري         |      |         |
| قلعة ريغ             | كاشمر         | الدولة السلجوقية            |      |         |
| قلعة فرود            | كلات          | الإمبراطورية الفرثية        |      |         |
| قلعة خور             | مقاطعة خوسف   | السلالة الصفوية             |      |         |
| رباط شرف             | سرخس          | الدولة السلجوقية            |      |         |

### محافظة خراسان الشمالية
| اسم             | موقع          | فترة البناء          | صورة | ملاحظات |
| --------------- | ------------- | -------------------- | ---- | --- |
| قلعة ألمادوشن   | مقاطعة بجنورد | الإمبراطورية الفرثية |      | |
| قلعة بيدواز     | بيدواز        | الإمبراطورية الفرثية |      | |
| قلعة بلقيس      | إسفرايين      | ساسانيون             |      | كانت قلعة بلقيس، واستناداً إلى النصوص والمصادر التأريخية، عامرةً ومزدهرةً قبل الإسلام، وفي عام 31 للهجرة فتحه المسلمون. وتشير المكتشفات الأثرية ودراسات علماء الآثار إلى أنّ أقدم سكن بشري في مدينة بلقيس يعود إلى أواخر العهد الساساني وبدايات العصر الإسلامي، وكانت المدينة تنبض بالحياة حتى أواخر الحكم الصفوي، إلا أنه وفي عام 1731 للميلاد، تعرضت أسفراين القديمة (مدينة بلقيس) لهجمات الغزاة الأفغان وطالها الدمار، ممّا جعل أهاليها يبنون مدينة جديدة بالقرب منها. أسفراين وبسبب وقوعها في طريق رئيسي لعبور مختلف الأقوام المهاجرة من وإلى إيران مثل المغول والأزبك والأفغان وفي طيلة القرون الإسلامية، طالتها مراراً وتكراراً يد الإعتداء والهجوم والتدمير من قبل هذه الأقوام، بيد أنها أعادت حياتها وازدهارها السابق، وذلك بفضل جهود أبنائها وأهاليها. هناك من الخبراء من يرون أن حصن بلقيس الكبير في أسفراين يأتي في المرتبة الثانية بعد حصن بم الشهير، والذي تم بناؤه وفقاً للنمط المعماري القائم في العصر الساساني، وكان الطوب من أهمّ المواد الإنشائية المستخدمة فيه. |
| قلعة جلال الدين | جاجرم         | قبل الإسلام          |      | |

### محافظة غیلان
| اسم              | موقع          | فترة البناء | صورة | ملاحظات |
| ---------------- | ------------- | ----------- | ---- | ------- |
| قلعة وبرج غرماور | مقاطعة سياهكل | قبل الإسلام |      |         |